# The Avener
The Avener (« palefrenier du Roi » en anglais), de son vrai nom Tristan Casara, né le 23 janvier 1987 à Nice,, est un DJ français d'electro house. Il se fait d'abord connaître en Europe avec son titre Fade Out Lines, un remix de la chanson de Phoebe Killdeer & The Short Straws puis avec son album The Wanderings of the Avener.

## Biographie
Tristan Casara commence à apprendre le piano à l'âge de six ans et suit un cours de musique classique et de jazz. Il entre au conservatoire à l'âge de onze ans. Il commence à quatorze ans à composer des chansons. Devenu adolescent, il se tourne vers l'electro et la deep house et se fait un nom en tant que DJ, à environ seize ans notamment au club L'Iguane café, devenu le Gues'T, haut lieu de la nuit niçoise[réf. souhaitée]. De 2008 à 2010, Tristan est DJ résident au High Club, une boîte de nuit de Nice.
Le 1er janvier 2014, Tristan Casara, sous le nom de The Avener, lance son single Fade Out Lines, le remix de la chanson The Fade Out Line de Phoebe Killdeer & The Short Straws sortie au printemps de l'année précédente. D'abord publié dans un sous label de Serial Records, le titre finit par être remarqué sur le web et être signé en major.  La chanson se hisse en tête des charts : 1re position en Allemagne et en Autriche, 2e en Wallonie (Belgique), 3e en France et en Suisse. DJ Magazine précise que le titre est « un vrai bonheur pour les oreilles » et souligne la qualité du remix effectué par Synapson.
En 2015, il produit le titre Stolen Car de Mylène Farmer et Sting, servant de premier extrait à l'album Interstellaires de Mylène Farmer, et qui est une reprise de Stolen Car (Take Me Dancing) de Sting, sorti en 2003. Le titre se classe dès sa sortie à la 1re place en France et en Wallonie. En mars 2018, il sort un rework de Masters of War de Bob Dylan, initialement sorti pour la première fois sur l'album The Freewheelin’ Bob Dylan en 1963. Le 24 janvier 2020, il sort son deuxième album Heaven toujours à travers de l’electro et la deep house avec son titre Beautiful.
En 2020 lors du premier confinement, il œuvre pour la fondation Abbé-Pierre avec son titre 900 miles, accompagné d’un clip réalisé par le frère de son manager : Sébastien Caudron.

## Discographie

### Sous The Avener

#### Albums
| Titre                                                                        | Détails                                                                  | Positions | Positions | Positions | Positions | Positions | Positions | Positions | Positions |
| Titre                                                                        | Détails                                                                  | FRA       | ALL       | AUS       | AUT       | BEL (FL)  | BEL (WAL) | P-B       | SUI       |
| ---------------------------------------------------------------------------- | ------------------------------------------------------------------------ | --------- | --------- | --------- | --------- | --------- | --------- | --------- | --------- |
| The Wanderings of the Avener                                                 | - Sortie : 19 janvier 2015 - Format: Téléchargement, CD - Label: Capitol | 2         | 25        | 17        | 44        | 14        | 7         | 14        | 6         |
| Heaven                                                                       | - Sortie : 24 janvier 2020 - Format: Téléchargement, CD - Label: Capitol | 7         | —         | —         | —         | —         | 49        | —         | 19        |
| "—" signifie que l'album ne s'est pas classé ou n'est pas sorti dans le pays |                                                                          |           |           |           |           |           |           |           |           |

#### Singles
| Année                                                                          | Titre                                                   | Positions | Positions | Positions | Positions | Positions | Positions | Positions | Positions | Positions | Positions | Certifications                                                    | Album                        |
| Année                                                                          | Titre                                                   | FRA       | ALL       | AUS       | AUT       | BEL (FL)  | BEL (WAL) | ITA       | P-B       | R-U       | SUI       | Certifications                                                    | Album                        |
| ------------------------------------------------------------------------------ | ------------------------------------------------------- | --------- | --------- | --------- | --------- | --------- | --------- | --------- | --------- | --------- | --------- | ----------------------------------------------------------------- | ---------------------------- |
| 2014                                                                           | Fade Out Lines (featuring Phoebe Killdeer)              | 3         | 1         | 8         | 1         | 24        | 2         | 6         | 26        | 60        | 3         | - : Diamant - : Platine - : Platine - : Or - : 2 × Platine - : Or | The Wanderings of the Avener |
| 2014                                                                           | Hate Street Dialogue (featuring Rodriguez)              | 101       | 82        | —         | —         | —         | —         | —         | —         | —         | 41        |                                                                   | The Wanderings of the Avener |
| 2015                                                                           | Castle in the Snow (avec Kadebostany)                   | 15        | —         | —         | —         | —         | 3         | —         | —         | —         | —         |                                                                   | The Wanderings of the Avener |
| 2015                                                                           | To Let Myself Go (featuring Ane Brun)                   | 17        | —         | —         | —         | —         | —         | —         | —         | —         | 69        |                                                                   | The Wanderings of the Avener |
| 2015                                                                           | Panama                                                  | 128       | —         | —         | —         | —         | —         | —         | —         | —         | —         |                                                                   | The Wanderings of the Avener |
| 2015                                                                           | You're My Window to the Sky (avec Kim Churchill)        | 119       | —         | —         | —         | —         | —         | —         | —         | —         | —         |                                                                   |                              |
| 2016                                                                           | We Go Home (featuring Adam Cohen)                       | 164       | —         | —         | —         | —         | —         | —         | —         | —         | —         |                                                                   | The Wanderings of The Avener |
| 2016                                                                           | You Belong (avec Laura Gibson)                          | 28        | —         | —         | —         | —         | —         | —         | —         | —         | —         | - : Or                                                            |                              |
| 2017                                                                           | I Need a Good One (featuring Mark Asari)                | 76        | —         | —         | —         | —         | —         | —         | —         | —         | —         |                                                                   |                              |
| 2019                                                                           | Beautiful (featuring Bipolar Sunshine)                  | 5         | —         | —         | —         | —         | —         | —         | —         | —         | —         |                                                                   | Heaven                       |
| 2019                                                                           | Wild (avec Tiwayo)                                      | 29        | —         | —         | —         | —         | —         | —         | —         | —         | —         |                                                                   | Heaven                       |
| 2019                                                                           | Under the Waterfall (featuring M.I.L.K.)                | 98        | —         | —         | —         | —         | 50        | —         | —         | —         | —         |                                                                   | Heaven                       |
| 2020                                                                           | 900 Miles (avec Terry Callier)                          | 89        | —         | —         | —         | —         | —         | —         | —         | —         | —         |                                                                   | Heaven                       |
| 2020                                                                           | Island (avec Maddy)                                     | 46        | —         | —         | —         | —         | —         | —         | —         | —         | —         |                                                                   |                              |
| 2022                                                                           | Quando Quando (avec Waldeck featuring Patrizia Ferrara) | 82        | —         | —         | —         | —         | 5         | —         | —         | —         | —         |                                                                   |                              |
| 2023                                                                           | Alpaca (avec White Shrts)                               | —         | —         | —         | —         | —         | —         | —         | —         | —         | —         |                                                                   |                              |
| "—" signifie que le single ne s'est pas classé ou n'est pas sorti dans le pays |                                                         |           |           |           |           |           |           |           |           |           |           |                                                                   |                              |

#### Remixes
- 2014 : Phoebe Killdeer - The Fade Out Line (The Avener Rework)
- 2014 : Andy Bey - Celestial Blues (The Avener Rework)
- 2014 : John Lee Hooker - It Serves You Right to Suffer (The Avener Rework)
- 2014 : Mazzy Star - Fade into You (The Avener Rework)
- 2015 : Charlie Winston - Lately (The Avener Rework)
- 2017 : Lana Del Rey featuring The Weeknd - Lust for Life (The Avener Rework)
- 2018 : Bob Dylan - Masters of War (The Avener Rework)
- 2018 : Lamomali - Solidarité (The Avener Remix)
- 2019 : Them There - A Better Man (The Avener Rework)
- 2019 : Tiwayo - Wild (The Avener Rework)
- 2020 : Mylène Farmer - L'Âme dans l'eau (The Avener Rework)
- 2020 : Terry Callier - 900 Miles (The Avener Rework)
- 2021 : Galantis & David Guetta & Little Mix - Heartbreak Anthem (The Avener Remix)
- 2021 : Gérard Lanvin - Ce monde imposé (The Avener Remix)
- 2023 : Lost Frequencies - The Feeling (The Avener & Adam Trigger Remix)

### Sous Tyares
- 2005 : The Milk

### Sous Tristan Casara

#### Singles
- 2009 : Love Shine (vs. Terri B!)
- 2009 : Midnight Rambler (feat. Pape Math)
- 2009 : Le Rêve
- 2009 : Flying Love (feat. Savannah)
- 2009 : Royal Arp (avec Jean Piantoni)
- 2010 : Missing
- 2010 : Ozona (avec Jean Piantoni)
- 2010 : In the Groove (avec Jean Piantoni)
- 2011 : DBZ!
- 2011 : Amour (Love Her) (feat. Max Fredrikson)
- 2011 : Tolbiac
- 2011 : Make Your Move 2012 (avec Jean Piantoni)
- 2012 : Can't Wait (feat. Wesley Avery & I-Rock)
- 2012 : Voyages / Chantage
- 2012 : Peak Me Down
- 2012 : Potatoes
- 2012 : Baby Come Back
- 2012 : The Time Is Now (avec Jean Piantoni vs. Moloko)
- 2013 : Leaving Paris
- 2013 : Elystar (avec Monier)

#### Remixes
- 2007 : Maedusa - Darren (Tristan Casara Remix)
- 2009 : Alexis Dante & J.M. Sicky feat. Eva Menson - It's Alright (Tristan Casara Remix)
- 2009 : Shalya - Papy (DJ Tristan Casara Remix)
- 2009 : Ocean Drive feat. DJ Oriska - Because (Connecte-toi) (Tristan Casara Remix)
- 2010 : Alex Dario & Damien K - You Got The Power (Tristan Casara Remix)
- 2010 : Jo Valentino feat. Wildstars - Indigo (Tristan Casara Remix)
- 2010 : Jeremy De Koste - Drive Me Insane (Tristan Casara Remix)
- 2011 : Mathieu Bouthier feat. Gilles Luka - Before You Go (Tristan Casara Remix)
- 2011 : The Whiteliner & Hanna Hensen & David Puentez - King Arthur (Tristan Casara Remix)
- 2011 : Deelay feat. Tania Thunder - Kiss Me In The Sky (Tristan Casara Remix)
- 2012 : David Vendetta feat. Polina Griffith - Can't Get Enough (Tristan Casara Remix)
- 2012 : Seal De Green - Everybody Get Down (D.O.N.S. vs. Tristan Casara Remix)
- 2012 : Nightmakers - Make the World Go Round (Tristan Casara & Piantoni Remix)
- 2012 : No Trixx & Adrien Toma feat. Cynthia Brown & Maradja - Crazy For U (Tristan Casara Remix)
- 2013 : Jim Zerga & Chris Vallée & Juan Lopez - Girls Taking Better (Tristan Casara Remix)
- 2013 : Afrojack - Esther 2k13 (D.O.N.S. & Tristan Casara Remix)
- 2013 : Adrian Bood - Von (D.O.N.S. vs. Tristan Casara Remix)
- 2014 : Pharrell Williams - Happy (Woodkid vs. Tristan Casara Very Sad Remix)